# 莫爾塔禮·戈利汗·希達亞特
莫爾塔禮·戈利汗·薩尼·杜烏拉（波斯語：مرتضی‌قلی صنیع‌الدوله、英語：Morteza Gholi Khan Hedayat；1856年－1911年）出生於希達亞特家族，是一位伊朗政治人物，第一任伊朗伊斯蘭會議（國會）議長。他在波斯立憲革命之後成為國會議員，同時是立憲革命的領袖。他在1908年5月至6月期間成為伊朗總理，後轉任財政部部長七個月後於1911年2月6日被兩個喬治亞人刺殺。

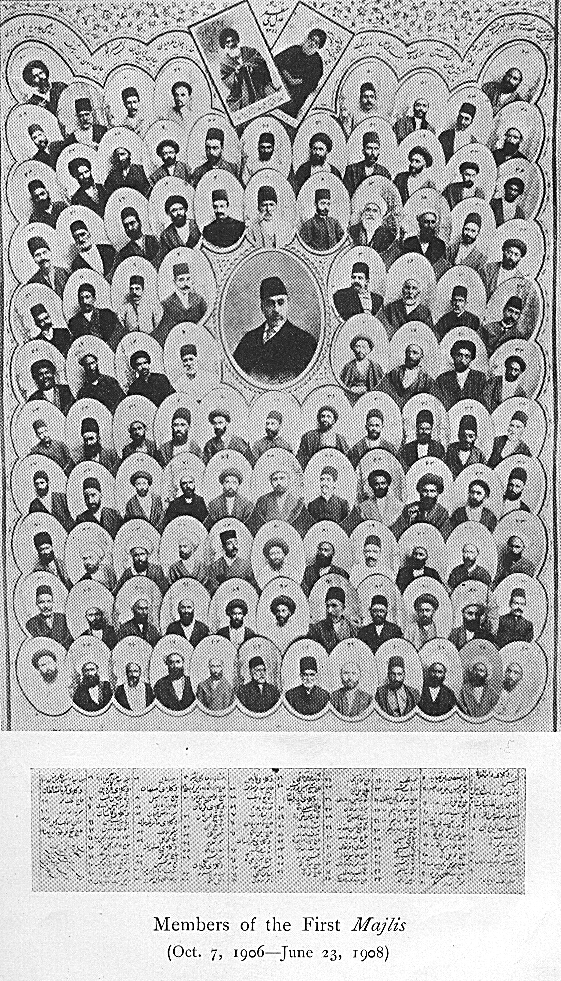
第一任國會議員（1906年10月7日－1908年6月23日）。中央者為莫爾塔禮·戈利汗·薩尼·杜烏拉。

## 外部連結
- （英文）莫爾塔禮·戈利汗·薩尼·杜烏拉家族背景 （页面存档备份，存于）

| 官衔               | 官衔                              | 官衔                     |
| ------------------ | --------------------------------- | ------------------------ |
| 前任： -           | 伊朗伊斯蘭會議議長 1906年－1907年 | 繼任： 米爾扎·馬哈茂德汗 |
| 前任： 侯賽因·馬菲 | 伊朗總理 1908年                   | 繼任： 卡姆朗·米爾扎     |
| 前任： 不詳        | 伊朗財政部 1910年－1911年         | 繼任： 不詳              |